# Rue Lajeunesse
La rue Lajeunesse est une voie de Montréal.

## Situation et accès
D'orientation nord-sud, cette rue est située dans les arrondissements Villeray–Saint-Michel–Parc-Extension et Ahuntsic-Cartierville. Elle traverse le nord de l'île de Montréal.
La rue Lajeunesse est à sens unique en direction nord dans une grande partie de son trajet. À partir du boulevard Crémazie, la route 335 suit le trajet de cette rue jusqu'au pont Viau. Elle est à deux voies dans chaque direction entre la rue Jean-Talon et la rue Faillon et par la suite, elle est à quatre voies direction nord seulement.

## Origine du nom
Le nom rappelle la vieille famille d'aubergistes Lajeunesse, qui y possédait une auberge. »

## Historique
La Commission de toponymie du Québec écrit à son propos : « Dans les années 1880, et même avant, les raquetteurs du Montreal Club foulèrent la neige sur une distance de six milles, jusqu'au Sault-au-Récollet, où ils se reposèrent, se désaltérèrent et se réchauffèrent à l'auberge Lajeunesse. Le sentier suivi devint le chemin du Sault, occupé plus tard par le Montreal Park and Island Railway, aujourd'hui rue Lajeunesse.

## Bâtiments remarquables et lieux de mémoire
|  |  |